# Ponte dell'amicizia tagiko-afghano
Il ponte dell'amicizia tagiko-afghano (in russo Мост дружбы?, Most družby) collega le due sponde della regione di Darvaz attraverso il fiume Panj (più a valle noto con il nome di Amu Darya) sul confine che separa il Tagikistan e l'Afghanistan, presso il centro abitato di Qal'ai Khumb. È stato inaugurato il 6 luglio 2004.

## Panoramica
Inaugurato dal presidente del Tagikistan Emomalī Rahmon, dal vicepresidente dell'Afghanistan Nematullah Shahrani e dall'Imam Aga Khan nel luglio 2004, il ponte è stato costruito al costo di $ 500.000 dollari USD dall'Aga Khan Development Network (AKDN) con il supporto collaborativo dei governi degli Stati Uniti Stati e Norvegia. È stato il secondo di una serie di ponti costruiti tra il Tagikistan e l'Afghanistan dall'AKDN lungo il fiume Panj. (L'Amu Darya inizia all'incrocio tra il fiume Panj e il fiume Vakhsh.)
Il ponte sospeso, lungo 135 metri, ha un binario unico largo 3,5 metri e una capacità di carico di 25 tonnellate. Trasporta sia il traffico commerciale che passeggeri e rappresenta un collegamento via terra permanente tra i due paesi.

## Altri ponti tra il Tagikistan e l'Afghanistan
Il primo ponte che attraversa il confine tagiko-afghano è stato aperto nel novembre 2002, collegando Tem in Tagikistan e Demogan in Afghanistan. Anch'esso è stato costruito con l'assistenza della Fondazione Aga Khan.
Un ulteriore ponte, che collega il Tagikistan e l'Afghanistan, sul fiume Panj, a Panji Poyon (Nizhni Pyanj), è stato aperto il 26 agosto 2007.
Ci sono piani per attraversare il confine con un ponte aggiuntivo, che attraversa il fiume Panj, nell'area di Khumroghi di Gorno Badakhshan vicino Vanj.